# Werningsleben
Werningsleben is een plaats en voormalige gemeente in de Duitse deelstaat Thüringen.

## Geschiedenis
Op '24 maart 1974 werd Werningsleben als Ortsteil in de gemeente Kirchheim opgenomen. Op 1 januari 2019 werd die gemeente opgenomen in de gemeente Amt Wachsenburg en werden Bechstedt-Wagd, Kirchheim en Werningsleben Ortsteile van deze gemeente.
Bechstedt-Wagd · Bittstädt · Eischleben · Haarhausen · Holzhausen · Ichtershausen · Kirchheim · Rehestädt · Rockhausen · Röhrensee · Sülzenbrücken · Thörey · Werningsleben